# Sozialhistorisches Zigarrenfabrikmuseum der Pfalz
Das Sozialhistorische Zigarrenfabrikmuseum der Pfalz liegt am Marienplatz in Rödersheim-Gronau im Rhein-Pfalz-Kreis, direkt im Schnittpunkt der Verbindungslinien zwischen den pfälzischen Städten Ludwigshafen am Rhein, Neustadt an der Weinstraße und Bad Dürkheim sowie an der Schnittstelle zwischen den Weinbergen an der deutschen Weinstraße und dem Gemüsebau in Richtung Rhein. Das Museum ist im Obergeschoss des im Jahr 1904 erbauten, ehemaligen Schulhauses untergebracht. Das Museumsdepot im Keller der örtlichen Grundschule beherbergt historische Exponate, die zu besonderen Anlässen oder Sonderausstellungen gezeigt werden oder anderen Museen als Dauerleihgabe zur Verfügung gestellt werden.

## Dauerausstellung und Abteilungen

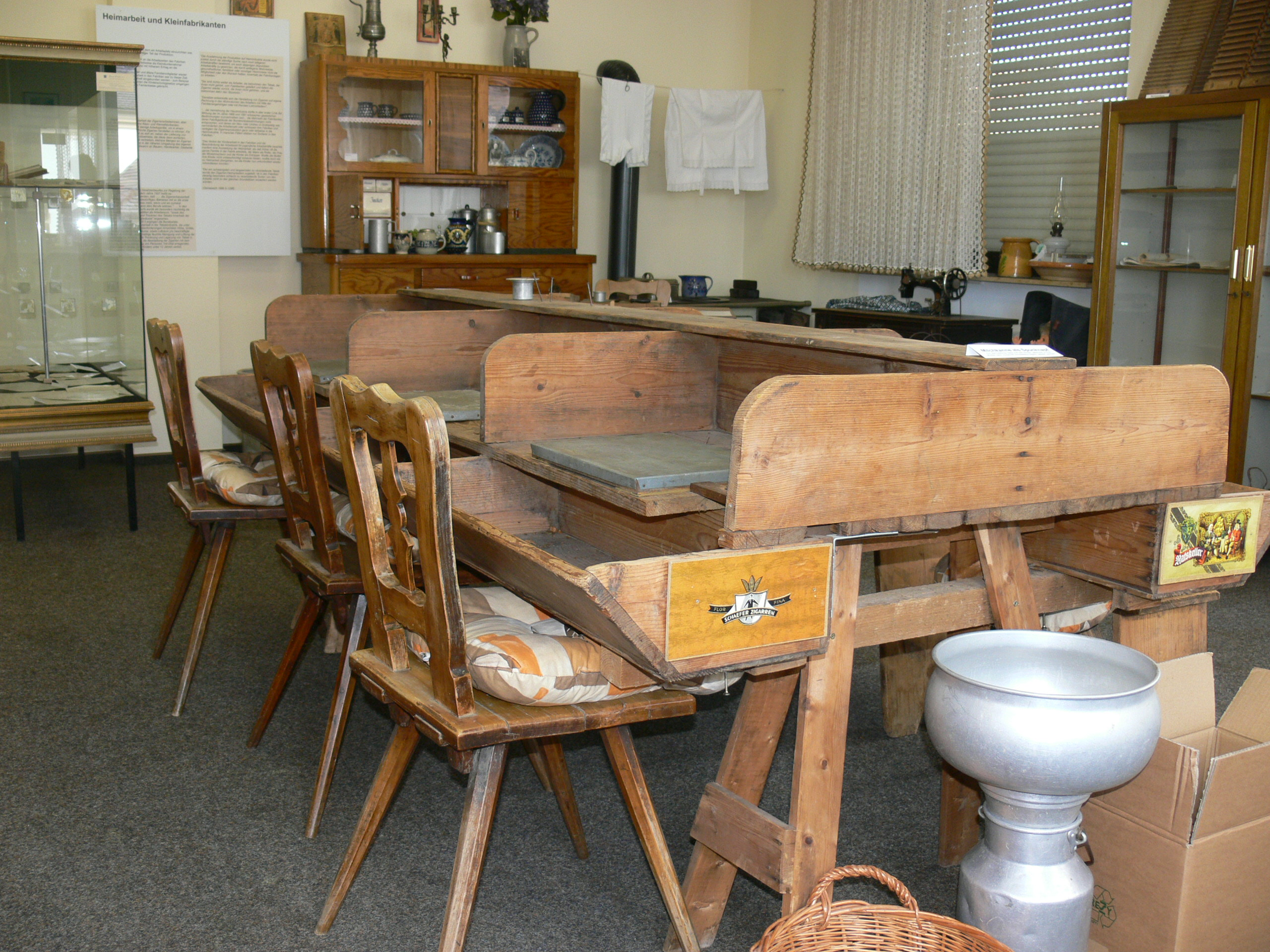
„Zigarrenmanufaktur“

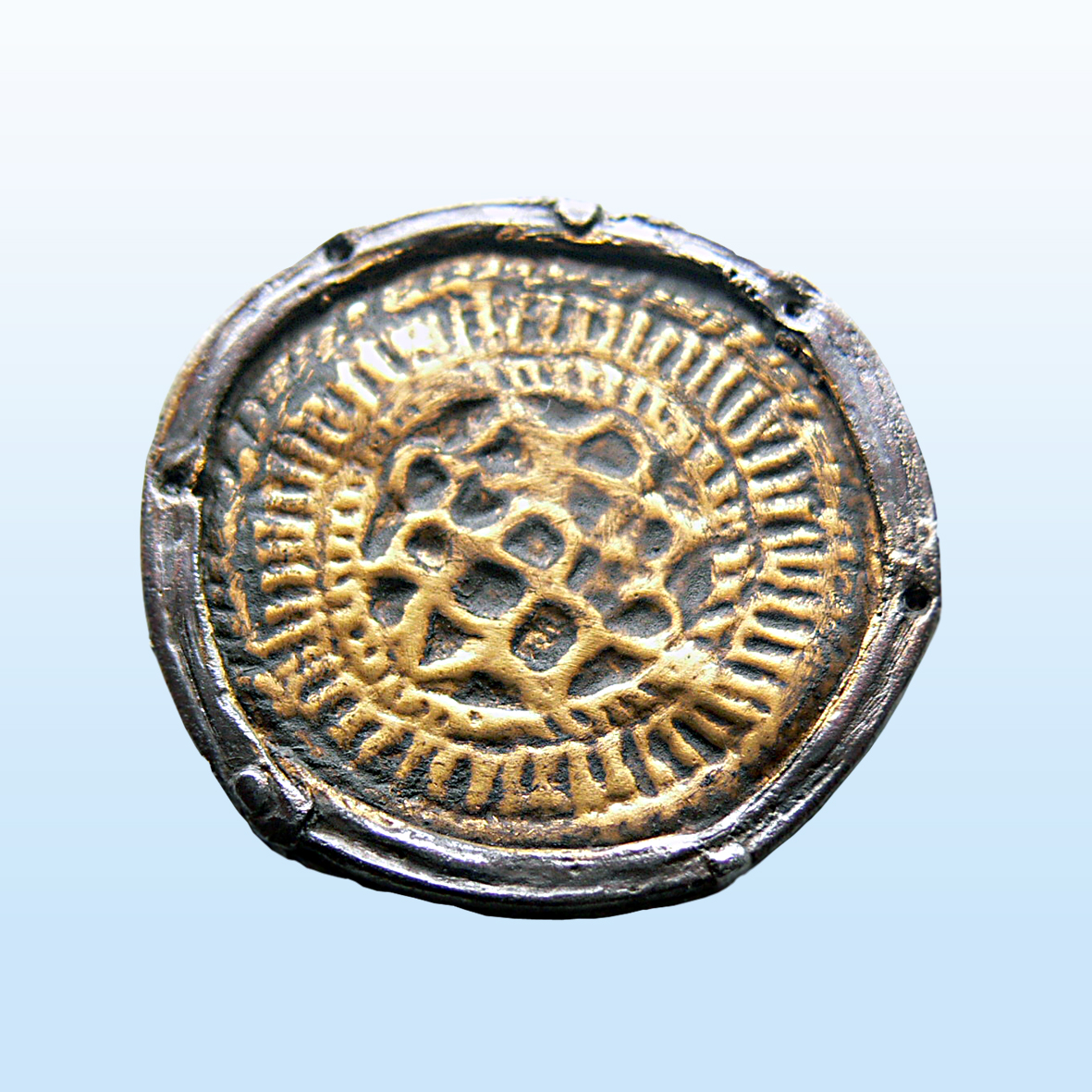
Rödersheimer Goldbrakteat, 7. Jahrhundert

### Sozialgeschichtliche Dokumentation
Auf rund 35 Infotafeln wird mit historischen Bildern, Grafiken und Texten der Wandel der Orte Rödersheim und Alsheim-Gronau von Bauern- zu Industriearbeiterdörfern in der Zeit vom 19. und 20. Jahrhundert beschrieben. Schwerpunkt ist dabei die Situation der Arbeiter - Lebens- und Arbeitsverhältnisse in der Arbeit und im privaten Bereich, Konflikte in den sozialen Netzwerken, Gesundheitsfragen, Arbeitsschutz usw. Dazu wird der wirtschaftliche Aufschwung des Wirtschaftsstandortes „Pfälzer Dorf“ im 19. Jahrhundert anhand der Warenströme erläutert.

### Museumsmanufaktur
Die Manufaktur mit Schauvorführungen der handwerklichen Zigarrenmacherei ist das Kernstück der Ausstellung, in der alle Herstellungsschritte der Zigarrenproduktion in der europäischen Technik ab dem Jahr 1850 bis um 1958 dargestellt sind. In dieser Technik (Rippen – Reißen – Wickeln – Rollen) werden bei Vorführungen im Museum oder auf externen Schauvorführungen („Museum on Tour“) Zigarren hergestellt - etwa 500 Stück pro Jahr.

### Forschungsarbeitsplatz und Bibliothek
Im Ausstellungsraum und im Erdgeschoss des Gebäudes sind Bibliothek und Forschungsarbeitsplatz für Studierende unp Autoren zum Thema untergebracht. Das Museum verfügt über eine im Jahr 2014 rund 600 Bände umfassende Bibliothek mit Publikationen zur Pfälzischen Geschichte und der Fachsammlung Zigarrenherstellung. Die auf der Privatbibliothek des Heimatforschers Emil Hettich basierende Sammlung wird kontinuierlich durch Spenden und Zukäufe erweitert. Für Recherchearbeiten und zur Erstellung wissenschaftlicher Arbeiten ist ein eigener Arbeitsplatz für interne und externe Autoren eingerichtet.
Im ortskundlichen Medienarchiv des Museums werden historische Foto- und Filmaufnahmen zu Rödersheim-Gronau in digitaler Form archiviert. Größtenteils stehen sie direkt am Arbeitsplatz im Museum zur Verfügung. Der Gesamtbestand ist aufgrund kontinuierlicher Bearbeitung durch den Medienkonservator des Trägervereins ausgelagert.

### Archäologische Abteilung
In zwei Vitrinen werden archäologische Funde aus dem Gebiet von Rödersheim-Gronau gezeigt. Hauptexponat ist der Rödersheimer Goldbrakteat aus dem 7. Jahrhundert, gefunden in einem Frauengrab am Westrand der Gemarkung. Zweiter Schwerpunkt ist die Darstellung der Burg Gronau, unter anderem mit einem Burgmodell.

## Forschungsarbeit und Publikationen
Die Mitarbeiter des Museumsvereins sammeln Informationen und Exponate zur Geschichte der pfälzischen Zigarrenfabriken. Darüber hinaus werden Forschungsarbeiten zur Sozialgeschichte organisiert. Die Ergebnisse der Arbeit werden in verschiedenen Medien publiziert, zum Beispiel in Aufsätzen im Kreisjahrbuch des Rhein-Pfalz-Kreises oder in eigenen Publikationen.